# Natalie Porter
Natalie Christine Porter (Melbourne, 16 dicembre 1980) è un'ex cestista australiana.

## Carriera
È stata selezionata dalle New York Liberty al quarto giro del Draft WNBA 2000 (61ª scelta assoluta).
Con l'Australia ha disputato i Giochi olimpici di Atene 2004.